# Rosenlindt
Rosenlindt är en svensk adlig ätt med nummer 489 på Sveriges riddarhus. I Sverige är ätten utgången. Ätten, vars medlemmar allt sedan adlandet varit bosatta i Finland, fick 1843 avslag å anhållan om immatrikulation på riddarhuset i Finland, emedan sådan anhållan icke blivit gjord inom den av riddarhusdirektionen fastställda terminen.
Ättens stamfader är translatorn i ryska Bengt Mattsson Roselin, om vilken Riddarhuset uppger att han möjligen kan ha varit bördig från Kexholms län i Finland. Han var farfars far till målaren Alexander Roslin. Bengt Mattsson Roselins son, Johan Roselin var liksom fadern translator i ryska, samt envoyé till Polen. Den senares hustru var Maria Eleonora Wulfschmidt, dotter till en hovapotekare. Paret hade gods i Ingermanland och Dalsland. Johan Roselin adlades med namnet Rosenlindt år 1650, samt introducerades på nummer 489. År 1778 uppflyttades ätten till dåvarande riddarklassen.
Johan Rosenlindt fick tre barn innan han dödades av kosackerna, men ätten fortlevde endast med äldste sonen, kaptenen vid svenska artilleriet i Viborg Carl Rosenlindt som liksom fadern stupade i strid. Hans hustru Estrid Björnram (släkten (Björnram) till säteriet Domaregården i Nyland var ättling till ärkebiskop Andreas Laurentii Björnram och Bureätten. Från dem fortlevde ätten på svärdssidan från löjtnanten Johan Henning Rosenlindt till Domaregården, vilkas ättlingar huvudsakligen varit bosatta i Finland. I Sverige blev ätten utgången på svärdssidan 1855. Den ännu i Finland bosatta grenen anmälde sig inte för naturalisation vid Finlands riddarhus varigenom ätten inte räknas till den finländska adeln.

## Släktvapnets blasonering
En vit sköld, varuti en röd borg med tre torn, utur vilken en halv flygande lindorm sträcker sig med ett svärd i den högra ramen och i den vänstra, en blå sköld på vilken finns en röd ros. På skölden: en öppen tornerhjälm, kransen och täcket med vitt, gult och blått fördelade. Ovan på hjälmen på samma sätt, en halv flygande lindorm, som upprätt, ur ett torn, med båda ramarna fattar en lans omlindad med ett gult band.